# Alfredo Bracchi
Alfredo Bracchi (Milano, 30 dicembre 1897 – Milano, 11 ottobre 1976) è stato un paroliere, regista, commediografo e sceneggiatore italiano.

## Biografia
Fu un autore di testi versatile, con una produzione che spaziò dalle canzoni di musica leggera alle commedie teatrali e alle sceneggiature cinematografiche.
Assieme a Giovanni D'Anzi formò una prolifica coppia di autori musicali, attiva tra gli anni trenta e cinquanta. Scrissero per la radio, per la rivista, per il cinema e molte delle loro canzoni divennero grandi successi. Tra i brani più noti di Bracchi si ricordano Ma le gambe, Bambina innamorata, Ti parlerò d'amor, Valzer spensierato.
È tumulato nel Civico Mausoleo Palanti, nel cimitero monumentale di Milano.

## Il teatro di varietà
- Paradiso per tutti, di Dino Gelich, regia di Alfredo Bracchi, ebbe la prima al Teatro Mediolanum di Milano, nel 1948.
- Quel treno chiamato desiderio, di Alfredo Bracchi e Dino Gelich, regia di Alfredo Bracchi, 1951.
- Ciao fantasma! di Giulio Scarnicci e Renzo Tarabusi, regia degli autori, ebbe la prima al Teatro Lirico di Milano, il 2 ottobre 1952.

## Filmografia
- Finisce sempre così, regia di Enrico Susini (1939), attore, nella parte di un paroliere
- Canzoni per le strade, regia di Mario Landi (1950), soggetto
- Il medico delle donne, regia di Giorgio Simonelli (1962), soggetto e sceneggiatura